# Список учебных заведений Мелитополя
Учебные заведения Мелитополя включают 3 высших учебных заведения, несколько филиалов иногородних вузов, 10 средних специальных учебных заведений, 26 общеобразовательных учебных заведений, 26 дошкольных учебных заведений и ряд учебных заведений дополнительного образования.

## Вузы III-IV уровня аккредитации
В Мелитополе действуют 3 высших учебных заведения III-IV уровня аккредитации:
- Таврийский государственный агротехнологический университет
- Мелитопольский государственный педагогический университет им. Богдана Хмельницкого
- Мелитопольский институт экологии и социальных технологий «Украина»

Кроме того, ряд иногородних вузов имеют в Мелитополе факультеты и филиалы:
| Подразделение                                                        | Вуз                                                               | Адрес                        | Телефон  | Сайт              |
| -------------------------------------------------------------------- | ----------------------------------------------------------------- | ---------------------------- | -------- | ----------------- |
| Учебно-консультационный пункт                                        | Харьковский национальный университет внутренних дел               | ул. Интеркультурная, 184     | 42-63-65 | сайт              |
| Мелитопольское обособленное подразделение                            | Запорожский институт экономики и информационных технологий (укр.) | просп. 50-летия Победы, 21-а | 5-06-68  |                   |
| Экономико-гуманитарный факультет                                     | Запорожский национальный университет                              | ул. Героев Украины, 160-а    | 42-64-61 |                   |
| Мелитопольский институт государственного и муниципального управления | Классический приватный университет                                | ул. Каховское шоссе, 8/2     | 43-04-09 | Информация о ВУЗе |

## Вузы I-II уровня аккредитации
По украинской номенклатуре высшими учебными заведениями I-II уровня аккредитации считаются техникумы, колледжи, училища, которые дают выпускникам диплом бакалавра или младшего специалиста (в российской и советской номенклатуре это соответствует среднему профессиональному образованию). Учебными заведениями такого типа в Мелитополе являются:
| Название | Год  | Адрес                      | Ур. аккр. | Директор                     | Сайт                       |
| --- | ---- | -------------------------- | --------- | ---------------------------- | -------------------------- |
| Мелитопольский колледж Таврического государственного агротехнологического университета (бывший Техникум гидромелиорации и механизации сельского хозяйства) | 1931 | просп. Б. Хмельницкого, 44 | II        | Побигун Михаил Дмитриевич    | http://vsp-mk-tdatu.at.ua/ |
| Промышленно-экономический техникум | 1954 | просп. 50 лет Победы, 19   | I         |                              |                            |
| Медицинский колледж | 1930 | ул. Героев Украины, 184    | I         | Настасяк Иван Романович      | сайт                       |
| Училище культуры | 1930 | просп. Б. Хмельницкого, 41 | I         | Грицаненко Виктор Васильевич | сайт                       |

## Профессионально-техническое образование
Профессионально-техническое образование (в российской терминологии начальное профессиональное образование) включает профессиональные училища и профессиональные лицеи. В Мелитополе действуют следующие профессионально-технические учебные заведения:
| Название                                                    | Год  | Адрес                    | Директор                 | Сайт |
| ----------------------------------------------------------- | ---- | ------------------------ | ------------------------ | ---- |
| Высшее профессиональное училище                             | 1984 | ул. Гагарина, 6          |                          | сайт |
| Строительный центр профессионально-технического образования |      | бул. 30-летия Победы, 28 |                          |      |
| Профессиональный лицей                                      | 1930 | ул. Февральская, 194     |                          | сайт |
| Профессиональный лицей железнодорожного транспорта          | 1902 | ул. Чайковского, 53      | Потеряев Иван Леонидович | сайт |
| Торгово-профессиональный лицей                              | 1966 | ул. Интеркультурная, 83  |                          | сайт |
| Аграрный лицей                                              | 1944 | ул. А. Невского, 83      | Сердюк Михаил Михайлович | сайт |

## Общее образование
Общеобразовательные учебные заведения Мелитополя:
| Название                                                                     | Год- осн. | Учени- ков | Клас- сов | Сотруд- ников | Адрес                         | Директор                         | Сайт |
| ---------------------------------------------------------------------------- | --------- | ---------- | --------- | ------------- | ----------------------------- | -------------------------------- | ---- |
| Мелитопольская специализированная школа-интернат "Творчество"                | 1994      |            |           |               | ул. Ивана Алексеева, 9        | Тоцкий Владимир Иванович         | сайт |
| Школа № 1                                                                    | 1978      | 671        | 25        | 85            | ул. Ярослава Мудрого, 13      | Вагис Олег Викторович            | сайт |
| Начальная школа № 2                                                          | 1958      | 159        | 8         | 26            | ул. Гвардейская               | Сорока Татьяна Константиновна    | сайт |
| Начальная школа № 3                                                          | 1998      | 358        | 12        | 33            | ул. Фролова, 42               | Бузынник Виктория Владимировна   |      |
| Школа № 4                                                                    |           | 853        | 30        | 95            | ул. Пушкина, 77               | Коваленко Анжелина Михайловна    | сайт |
| Гимназия № 5                                                                 | 1947      | 484        | 18        | 70            | ул. Бейбулатова, 12           | Суптеля Татьяна Александровна    | сайт |
| Школа № 6                                                                    | 1963      | 450        | 17        | 58            | ул. Монастырская, 185         | Стрелкова Ирина Анатольевна      | сайт |
| Школа № 7                                                                    | 1981      | 835        | 31        | 80            | ул. Интеркультурная, 400-а    | Процишина Татьяна Васильевна     | сайт |
| Школа № 8                                                                    | 1943      | 511        | 20        | 41            | ул. Михаила Оратовского, 147  | Голикова Светлана Филипповна     | сайт |
| Гимназия № 9                                                                 | 1994      | 329        | 12        | 70            | ул. Гагарина, 9-а             | Чугай Людмила Витальевна         | сайт |
| Гимназия № 10                                                                | 1921      | 347        | 14        | 49            | ул. Ивана Алексеева, 3        | Вольнюк Ирина Анатольевна        | сайт |
| Школа № 11                                                                   | 1936      | 416        | 15        | 57            | ул. Петра Дорошенко, 38       | Овсянникова Маргарита Сталиковна | сайт |
| Школа № 13                                                                   | 1937      | 444        | 16        | 55            | ул. Вишнёвая, 84              | Ворушило Ольга Евгеньевна        | сайт |
| Школа № 14                                                                   | 1972      | 832        | 31        | 82            | ул. Гризодубовой, 49          | Дранько Галина Николаевна        | сайт |
| Школа № 15                                                                   | 1984      | 812        | 28        | 88            | ул. Гризодубовой, 54          | Коваль Наталья Владимировна      | сайт |
| УВК № 16                                                                     | 1988      | 1184       | 44        | 142           | ул. Сопина, 200               | Ковпак Светлана Викторовна       | сайт |
| Начальная школа № 17                                                         | 1998      | 302        | 10        | 34            | ул. Ивана Алексеева, 3        | Шерстюк Елена Валерьевна         |      |
| Гимназия № 19                                                                |           | 669        | 23        | 73            | ул. Ломоносова, 151           | Мельник Светлана Владимировна    | сайт |
| Школа № 20                                                                   | 1967      | 332        | 12        | 46            | ул. Серова, 62-а              | Лопатюк Екатерина Владимировна   | сайт |
| Школа № 22                                                                   | 1938      | 424        | 14        | 47            | 2-й Февральский пер., 32      | Клименко Алла Спартаковна        | сайт |
| Специализированная школа № 23                                                | 1907      | 366        | 14        | 59            | ул. Гетмана Сагайдачного, 262 | Боганец Наталья Пантелеевна      | сайт |
| Школа № 24                                                                   | 1962      | 1069       | 38        | 101           | ул. Садовая, 47               | Щербак Ирина Анатольевна         | сайт |
| Специализированная школа № 25                                                | 1963      | 474        | 17        | 64            | ул. Гетманская, 93            | Новохатня Неля Викторовна        | сайт |
| Школа № 28 при Мелитопольской воспитательной колонии                         |           |            |           |               | ул. Александра Невского, 81   |                                  |      |
| Школа-интернат № 1                                                           | 1959      |            |           |               | ул. Героев Крут, 14           | Мальцев Владимир Дмитриевич      |      |
| Специальная школа-интернат № 2 для детей с недостатками умственного развития |           |            |           |               | ул. Ивана Алексеева, 22а      | Семикин Юрий Васильевич          |      |
| Вечерняя школа № 1                                                           | 1938      | 184        | 10        | 26            | ул. Пушкина, 95               | Черненко Елена Вячеславовна      | сайт |

## Дополнительное образование
| Название                                | Адрес                       | Телефон            |
| --------------------------------------- | --------------------------- | ------------------ |
| Детская школа искусств                  | б-р 30 лет Победы, 7а       | 5-26-89, 5-47-91   |
| Детская музыкальная школа № 1           | ул. Гетманская, 135         | 42-05-95, 42-13-78 |
| Детская художественная школа            | ул. Героев Украины, 53      | 6-57-29            |
| ДЮСШ № 1                                | ул. Героев Украины, 42      | 42-02-46           |
| ДЮСШ № 3                                | ул. Ломоносова, 199         | 5-70-20            |
| Районная ДЮСШ                           | ул. Михаила Грушевского, 10 | 6-98-73            |
| Малая академия наук                     | ул. Ивана Богуна, 46        | 43-12-72           |
| Дворец детского и юношеского творчества |                             |                    |
| Эколого-натуралистический центр         | ул. Ильи Стамболи, 17       | 6-81-14            |
| Центр детского и юношеского туризма     | ул. Ильи Стамболи, 17       | 6-89-66            |
| Станция юных техников                   |                             |                    |

## Дошкольное образование
В начале 1990-х годов в Мелитополе работало 56 детских садов. Последовавший за этим спад рождаемости привёл к тому, что 30 детских садов были перепрофилированы, что теперь вызывает большие очереди в оставшиеся 26 детских садов. Ниже приведена информация о детских садах Мелитополя:
| Название                  | Адрес                               | Телефон  | Заведующий                       |
| ------------------------- | ----------------------------------- | -------- | -------------------------------- |
| ДС № 1 «8 Марта»          | 72311, пр. Б. Хмельницького, 49     | 43-03-66 | Усова Галина Ивановна            |
| ДС № 2 «Сказка»           | 72313, ул. Героев Сталинграда, 129  | 5-00-39  | Закаблукова Лариса Павловна      |
| ДС № 5 «Жемчужинка»       | 72316, ул. Строительная, 73         | 41-91-37 | Матюха Валентина Валентиновна    |
| ДС № 6 «Звоночек»         | 72319, ул. Бейбулатова, 20          | 42-20-49 | Нестеренко Нина Павловна         |
| ДС № 8 «Звёздочка»        | 72307, ул. Гвардейская              | 41-53-48 | Светличная Людмила Семёновна     |
| ДС № 9 «Аистёнок»         | 72318, б-р 30-летия Победы, 16-а    | 5-40-78  | Дума Ольга Николаевна            |
| ДС № 14 «Теремок»         | 72319, ул. Ярослава Мудрого, 10-а   | 42-23-53 | Аносова Мария Сергеевна          |
| ДС № 17 «Дюймовочка»      | 72311, ул. Шмидта, 3                | 43-03-86 | Густодимова Виктория Валерьевна  |
| ДС № 20 «Зайчик»          | 72311, просп. Б. Хмельницького, 62  | 43-33-78 | Канковская Валентина Анатольевна |
| ДС № 21 «Вербонька»       | 72313, ул. Ломоносова, 153-а        | 5-11-74  | Бидненко Инна Михайловна         |
| ДС № 24 «Ласточка»        | 72319, ул. Рабочая, 59              | 42-12-49 | Дзюбенко Нина Леонидовна         |
| ДС № 26 «Звоночек»        | 72319, пер. Седовцев, 4             | 43-60-52 | Коновалова Ольга Леонтиевна      |
| ДС № 29 «Золотий петушок» | 72313, ул. Олеся Гончара, 111       | 6-57-73  | Фостикова Надежда Васильевна     |
| ДС № 30 «Светлячок»       | 72319, ул. Петра Дорошенко, 92      | 43-63-31 | Скалозуб Светлана Николаевна     |
| ДС № 36 «Берёзка»         | 72312, ул. Гетманская, 73-б         | 6-93-09  | Амосова Лилия Ивановна           |
| ДС № 38 «Золушка»         | 72318, бульв. 30-летия Победы, 20-а | 5-46-95  | Пулина Людмила Ефимовна          |
| ДС № 39 «Чебурашка»       | 72316, ул. Интеркультурная, 400     | 7-14-07  | Савина Людмила Витальевна        |
| ДС № 40 «Калинонька»      | 72313, ул. Гризодубовой, 53         | 5-41-19  | Маленко Валентина Васильевна     |
| ДС № 41 «Барвинок»        | 72313, ул. Гоголя, 136-а            | 5-46-87  | Домущей Александра Михайловна    |
| ДС № 43 «Солнышко»        | 72301, ул. Олеся Гончара, 45        | 6-53-29  | Зеленковская Елена Юрьевна       |
| ДС № 44 «Радуга»          | 72318, ул. Брив-ла-Гайард, 17       | 5-46-56  | Обуховская Наталья Григорьевна   |
| ДС № 46 «Веночек»         | 72318, ул. Брив-ла-Гайард, 17       |          |                                  |
| ДС № 47 «Берёзка»         | 72312, ул. Интеркультурная, 139-а   | 6-88-45  | Чалухиди Людмила Михайловна      |
| ДС № 48 «Медведик»        | 72311, ул. Дружбы, 187              | 43-90-97 | Гармиш Прасковья Степановна      |
| ДС № 49 «Рябинушка»       | 72314, ул. Белякова, 105-а          | 43-03-12 | Катане Наталья Анатольевна       |
| ДС № 78 «Огонёк»          | 72304, Привокзальна площадь, 1      | 7-84-55  | Степанова Татьяна Степановна     |
| ДС № 99 «Звёздочка»       | 72313, ул. Гризодубовой, 37-а       | 7-73-15  | Гайчук Ирина Николаевна          |

## Закрывшиеся учебные заведения
В следующей таблице представлена информация о некогда действовавших учебных заведениях Мелитополя, которые к настоящему времени закрыты и не имеют прямых преемников. Детские сады, начальные и церковно-приходские школы в таблицу не включены.
| Название                        | Годы        | Расположение                                                         | Описание |
| ------------------------------- | ----------- | -------------------------------------------------------------------- | --- |
| Реальное училище                | 1874- -?    | 2 двухэтажных здания на углу ул. Гетманской и А. Невского            | Имело техническую и агрономическую направленность. Содержалось за счёт Государственного Казначейства, Уездного Земства и платы за обучение. |
| Женская гимназия                | 1875- -?    | здания на ул. Гетманской                                             | Сначала открыто 2 класса, к 1897 году число классов увеличилось до 9. Финансировалась, в основном, из платы за обучение, со значительной помощью от Городского Общества и Уездного Земства. |
| Талмуд-тора                     | 1896- -?    |                                                                      | В 1897 году 108 учеников, разбитых на 4 класса. |
| Приходское училище              | 1847- -?    | 3 здания по ул. М. Грушевского                                       | С 1847 одноклассное, с 1882 трёхклассное, с 1888 — четырёхклассное. В 1898 году обучалось 239 учеников и 187 учениц. Содержалось на средства города. Учащиеся платили небольшую плату, но бедные были от неё освобождены. |
| Дорожный техникум               | ?- -1935    |                                                                      | Был ликвидирован в 1935 году по приказу Главдортранса УССР. |
| Институт социального воспитания | 1930- -?    |                                                                      | Образован 5 августа 1930 года, начал работать 1 октября того же года. |
| Аэроклуб                        | 1935- -1941 | двухэтажный дом по ул. А. Невского напротив нанешней Автостанции № 2 | Аэроклуб готовил лётчиков без отрыва от производства. Полёты производились на самолётах У-2. Одновременно проводился набор в группы планеристов. Среди курсантов 20 % составляли девушки. В начале войны аэроклуб был эвакуирован из Мелитополя, и после войны не воссоздавался. 17 выпускников аэроклуба стали Героями Советского Союза. |